# 240-мм окопный миномёт
240-мм окопный миномёт 1915 года (известен также как «Дюмезиль-Батиньоль», фр. Dumezil-Batignolles) — тяжёлый окопный миномёт, разработанный в 1915 году во Франции компанией Batignolles. Использовался в течение Первой мировой войны Францией и её союзниками (США, Италией, Россией, в модифицированном виде — Британской империей).

## Начальная конструкция
Первая модель 240-мм миномёта, известная как 240 court de tranchee, была разработана французской фирмой «Батиньоль» в 1915 году. Конструкция состояла из четырёх частей: ствола, лафета, стальной плиты и деревянной платформы.

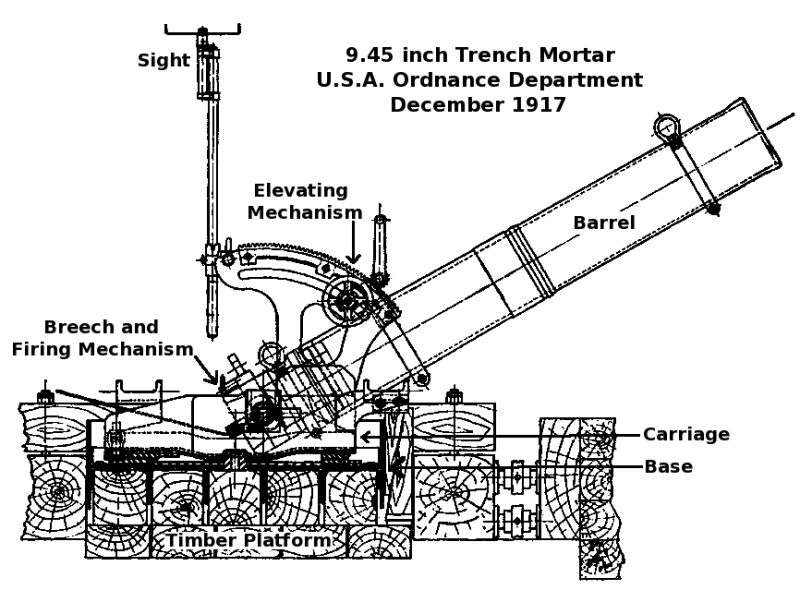
Схема 240-мм миномёта на вооружении армии США, 1917 год

Ствол миномёта состоял из двух скрученных вместе частей. Нижняя, толстостенная, труба включала зарядную камору, где размещался отдельный от мины метательный заряд, и канал, в который вставлялся бикфордов шнур со временем горения 12 секунд. Верхняя (передняя) часть ствола представляла собой тонкостенную гладкоствольную трубу, в которой размещалась крылатая мина. В отличие от более ранней модели французского генерала Жана  Дюмезиля, использовавшей надкалиберную мину с хвостовиком в виде шашки, помещавшейся в ствол, мина 240-мм миномёта входила в ствол полностью вместе со стабилизаторами.
Ствол крепился к лафету цапфами в задней части. Лафет состоял из горизонтальной части и двух боковых секторов, связанных угольниками. В верхней части секторы изогнуты и снабжены зубцами, с помощью которых обеспечивалось вертикальное наведение ствола (45° для максимальной и 75° для минимальной дальности огня). Горизонтальное наведение осуществлялось с помощью вращения лафета на шкворне с помощью рычагов.
Лафет в свою очередь крепился на стальной плите практически квадратной формы, в центре горизонтального основания которой установлен шкворень горизонтального наведения. С нижней стороны основания уходят дальше вниз шесть лопат сошника, с помощью которых плита крепится на деревянной станине из пяти тяжёлых брусьев (четыре лопаты между брусьями и две снаружи крайних брусьев). Станина размещалась в мелком котловане размерами 1,5Х1,6Х0,4 м.

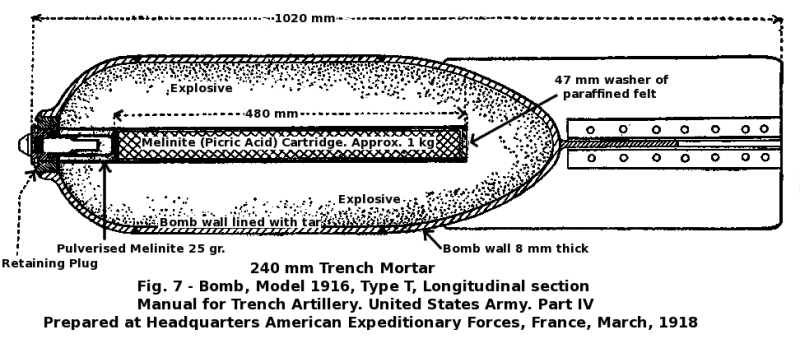
240-мм мина, модель 1916 года

Мина — стальная тонкостенная, сваренная из трёх частей, с крестообразно расположенными продольными стабилизаторами в задней части. Больше половины веса мины составлял боевой заряд, позволявший разрушить до 10 погонных метров окопов, а в плотном грунте оставлявший воронку глубиной 3 и шириной 10 метров.
Общий вес первой модели составлял 925 кг, из которых вес трубы 220 кг, лафета 190 кг и плиты 230 кг. Остальную часть общего веса составляли брусья станины. Поскольку конструкция была разборной, это облегчало её перевозку: труба, лафет и плита перевозились на трёх одноконных повозках, станина на отдельной пароконной повозке.
По сравнению с использовавшейся Центральными державами 210-мм гаубицей, имевшей сопоставимый по весу снаряд, 240-мм миномёт первой модели обладал значительно меньшим метательным зарядом (720 против 3200 г) и, соответственно, намного меньшей дальностью стрельбы (стандартная дистанция 1040 м против 9100 м), но обладал двумя существенными преимуществами: намного бо́льшим боевым зарядом (45 против 8 кг) и меньшей собственной массой (220 кг без плиты против 2,6 т).

## Боевое использование Францией
240-мм миномёт Батиньоля оказался одной из самых удачных конструкций миномёта за время Первой мировой войны. Французскими войсками он был впервые опробован в деле в ходе наступления в Шампани в сентябре 1915 года. Впоследствии модель была усовершенствована за счёт удлинения ствола (эта модель заряжалась с казённой части) и усовершенствования боеприпаса (отказ от запального шнура и переход на ударный капсюль). Новая модель могла вести огонь на бо́льшую дистанцию — более 2 км, но требовала более тяжёлой и сложной платформы.

## Прочие страны-эксплуатанты

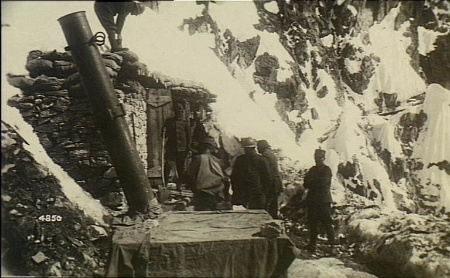
240-мм миномёт в расположении итальянской армии, 1918 год

- Великобритания — в 1916 году французский короткоствольный 240-мм миномёт был принят на вооружение в британской армии, где также прошёл модификацию (снаряд британской модели получил прозвище «Летающая свинья», англ. Flying pig). Максимальная дальность английской модели была 2,3 км, выпускались две модификации — со 130-см и 175-см стволом, суммарной массой соответственно 680 и 820 кг[3].
- США — длинноствольная версия французского 240-мм миномёта со стволом длиной 175 см, заряжавшаяся с казённой стороны была принята на вооружение армии США под наименованием 9,45-дюймовый окопный миномёт. Выпускалась компанией «David Lupton’s Sons Co»
- Австро-Венгрия — около 400 трофейных миномётов использовались войсками Австро-Венгрии; также их копии (24 cm Minenwerfer M.16) выпускала фирма Böhler[4]..
- Италия
- Российская империя — в Россию поставлялась дульнозарядная модификация с минами весом 81 кг при весе метательного заряда 925 г. Всего в 1917 году было поставлено 12 длинноствольных 240-мм миномётов из общего заказа в 120 штук[2].